# Campeonato da Bielorrússia de Ciclismo Contrarrelógio

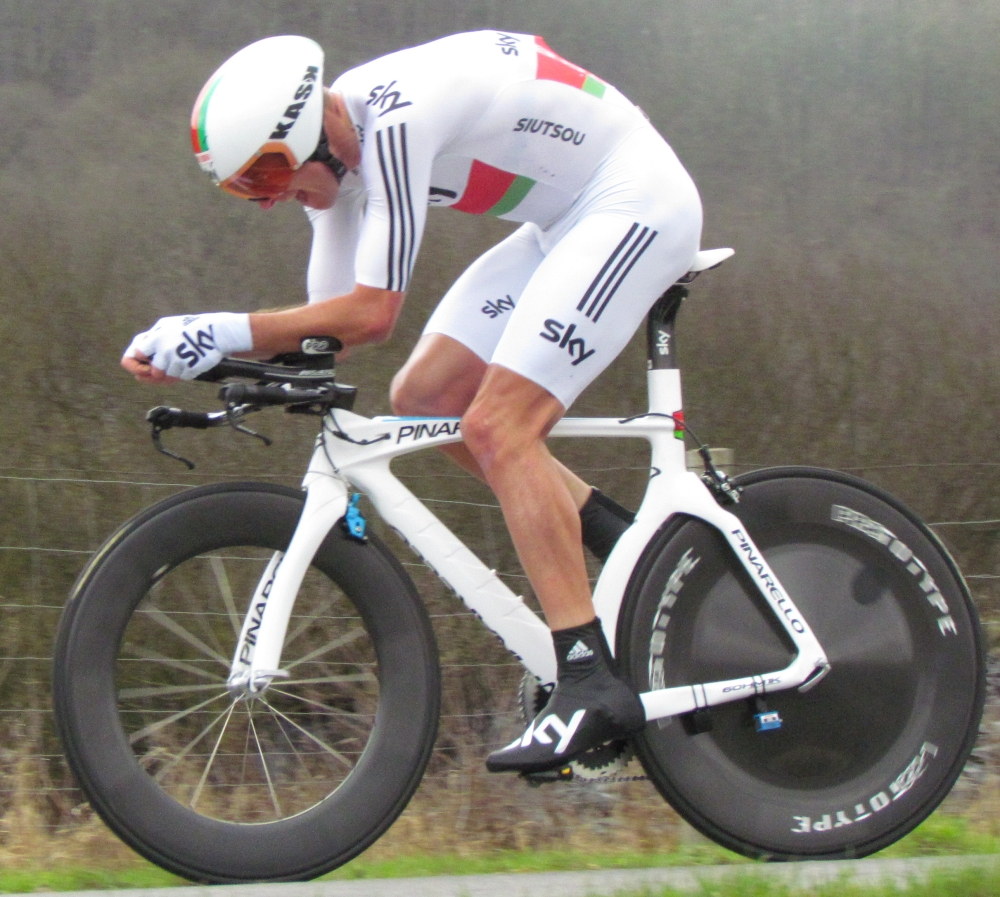
Kanstantsín Siutsou campeão de Bielorrússia em quatro ocasiões.

Os Campeonatos da Bielorrússia de Ciclismo Contrarrelógio são organizados anualmente para determinar o campeão ciclista da Bielorrússia de cada ano, na modalidade.

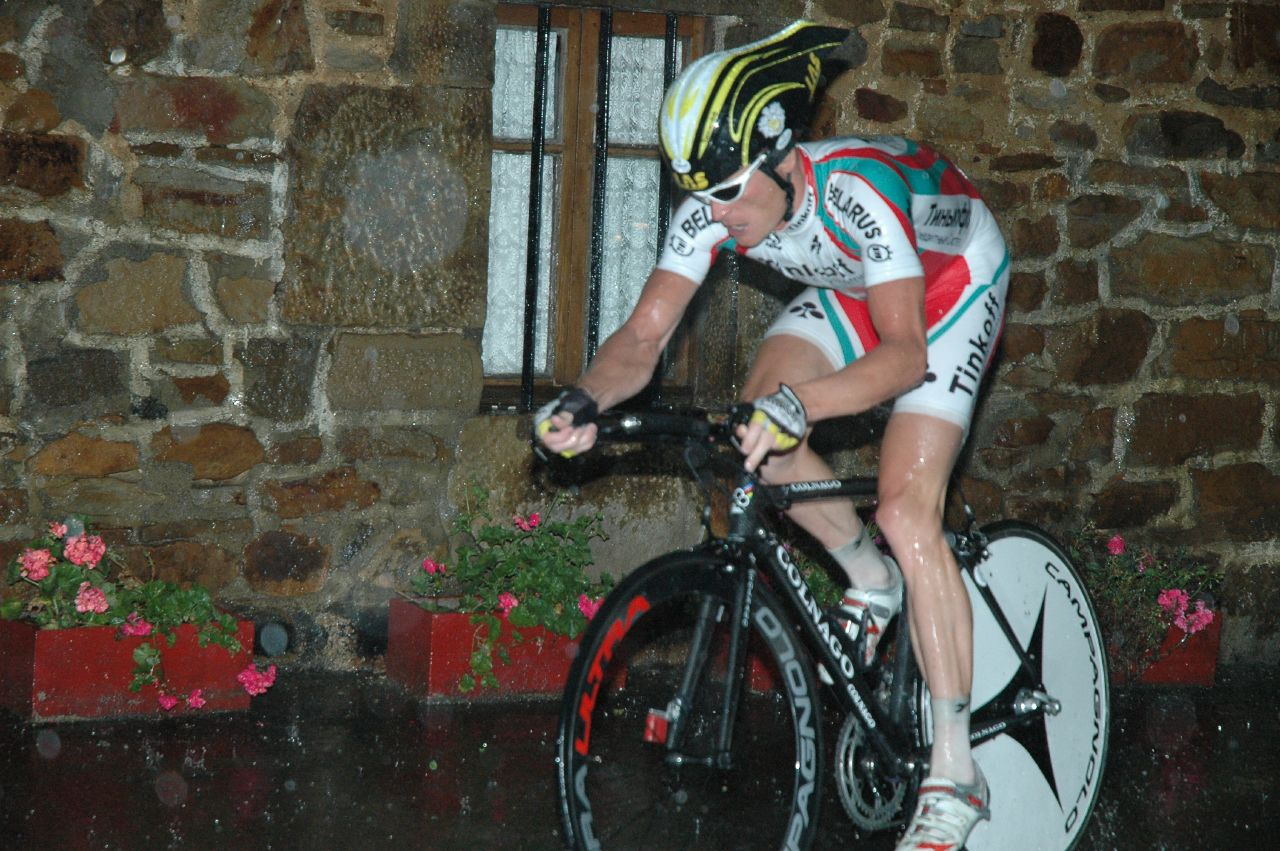
Vasil Kiryienka campeão de Bielorrússia em quatro ocasiões.

O título é outorgado ao vencedor de uma única prova, na modalidade de contrarrelógio individual. O vencedor obtêm o direito de usar a maillot com as cores da bandeira da Bielorrússia até ao campeonato do ano seguinte, unicamente quando disputa provas contrarrelógio.

## Palmarés
| Ano  | Campeão             | Segundo              | Terceiro             |
| 1997 | Alexandre Choupikov | Pavel Kavetzky       | Yauheni Seniushkin   |
| 1998 | Alexandre Choupikov | Igor Grimkov         | Alexander Kozlov     |
| 1999 | Viktor Rapinski     | Andrej Voinau        | Vasil Kiryienka      |
| 2000 | Victor Rapinski     | Vasil Kiryienka      | Dimitri Aulasenko    |
| 2001 | Victor Rapinski     | Vasil Kiryienka      | Aleksandr Kuschynski |
| 2002 | Vasil Kiryienka     | Kanstantsín Siutsou  | Aleksandr Kuschynski |
| 2003 | Yauhen Sobal        | Dimitri Aulasenko    | Kanstantsín Siutsou  |
| 2004 | Não se disputou     | Não se disputou      | Não se disputou      |
| 2005 | Vasil Kiryienka     | Victor Rapinski      | Vladimir Autko       |
| 2006 | Vasil Kiryienka     | Aleksandr Kuschynski | Anatole Chaburka     |
| 2007 | Andrei Kunitski     | Branislau Samoilau   | Vasil Kiryienka      |
| 2008 | Andrei Kunitski     | Vasil Kiryienka      | Aleksandr Kuschynski |
| 2009 | Branislau Samoilau  | Andrei Krasilnikau   | Aleksandr Kuschynski |
| 2010 | Branislau Samoilau  | Andrei Krasilnikau   | Siarhei Novikau      |
| 2011 | Kanstantsín Siutsou | Ilia Koshevoy        | Andrei Holubeu       |
| 2012 | Branislau Samoilau  | Andrei Krasilnikau   | Alexei Tikhonov      |
| 2013 | Kanstantsín Siutsou | Andrei Krasilnikau   | Branislau Samoilau   |
| 2014 | Kanstantsín Siutsou | Siarhei Papok        | Branislau Samoilau   |
| 2015 | Vasil Kiryienka     | Branislau Samoilau   | Andrei Krasilnikau   |
| 2016 | Kanstantsín Siutsou | Branislau Samoilau   | Aleh Ahiyevich       |
| 2017 | Stanislau Bazhkou   | Anton Muzychkin      | Yauhen Sobal         |
| 2018 | Vasil Kiryienka     | Branislau Samoilau   | Kanstantsín Siutsou  |
| 2019 | Yauhen Sobal        | Branislau Samoilau   | Yauheni Karaliok     |
| 2020 | Yauheni Karaliok    | Branislau Samoilau   | Mikhail Shemetau     |
| 2021 | Yauheni Karaliok    | Stanislau Bazhkou    | Dzianis Mazur        |